# Eucosmini
De Eucosmini zijn een tribus van vlinders uit de familie bladrollers (Tortricidae).

## Geslachten
- Acroclita
- Age
- Alcina
- Alischirnevalia
- Allodapella
- Allohermenias
- Anoecophysis
- Antichlidas
- Argepinotia
- Asketria
- Assulella
- Azuayacana
- Barbara
- Bascaneucosma
- Bipartivalva
- Biuncaria
- Blastesthia
- Blastopetrova
- Brachiocera
- Brachioxena
- Catastega
- Charitostega
- Chimoptesis
- Cirrilaspeyresia
- Clavigesta
- Coenobiodes
- Collogenes
- Conaspasia
- Cosmetra
- Crocidosema
- Crusimetra
- Demeijerella
- Dicnecidia
- Dinogenes
- Diplonearcha
- Doliochastis
- Eccoptocera
- Emrahia
- Epibactra
- Epiblema
- Epinotia
- Eriopsela
- Eucoenogenes
- Eucopina
- Eucosma
- Eucosmophyes
- Gibberifera
- Gravitarmata
- Gretchena
- Gypsonoma
- Heleanna
- Hendecaneura
- Hendecasticha
- Hermenias
- Herpystis
- Herpystostena
- Hetereucosma
- Holocola
- Hylotropha
- Icelita
- Jerapowellia
- Kennelia
- Laculataria
- Lepteucosma
- Macraesthetica
- Makivora
- Megaherpystis
- Mehteria
- Melanodaedala
- Mesocallyntera
- Mesochariodes
- Metacosma
- Mystogenes
- Namasia
- Neaspasia
- Neobarbara
- Niphadostola
- Noduliferola
- Notocelia
- Nuntiella
- Osthelderiella
- Parachanda
- Pelochrista
- Peridaedala
- Phaneta
- Plutographa
- Proteoteras
- Protithona
- Pseudexentera
- Pseudoclita
- Quebradnotia
- Retinia
- Rhopalovalva
- Rhopobota
- Rhyacionia
- Ricifalca
- Salsolicola
- Sociognatha
- Sonia
- Spilonota
- Stygitropha
- Suleima
- Syropetrova
- Tambitnotia
- Thiodia
- Thiodiodes
- Tritopterna
- Ustriclapex
- Whittenella
- Willibaldiana
- Xenosocia
- Yunusemreia
- Zeiraphera
- Zerpanotia